# Корреджо
Антоніо да Корреджо (власне Антоніо Аллегрі да Корреджо; (італ. Antonio Allegri da Correggio або просто Correggio); близько 1489 року, Корреджо, Емілія — близько 5 березня 1534 року, там само) — італійський живописець періоду Високого Відродження.

## Біографія і творчість
Працював у Пармі та Корреджо (звідки й отримав своє прізвисько), користувався заступництвом графині Корреджо поетеси Вероніки Гамбара, яка рекомендувала його мантуанському герцогові.
Зазнав впливу Андреа Мантеньї, Леонардо да Вінчі, Рафаеля, Мікеланджело, Доссо Доссі. Сповнені м'якої грації й інтимної чарівності, твори Корреджо відображають поступову втрату героїчних ренесансних ідеалів, творення нових художніх форм і принципів. Для монументального живопису Корреджо характерна грайлива легкість і декоративна витонченість (розписи в монастирі Сан-Паоло в Пармі, між 1517 та 1520 роками). З часом він вдається до пошуків динамічної експресії: у розписах церкви Сан-Джованні Еванджеліста (1520-1523) та Пармського собору (1526–1530), де складні ракурси й спрямована вгору вихроподібна композиція провіщають просторові ефекти епохи бароко.
Станкові композиції Корреджо, перейняті святковим світським духом, відрізняються м'якістю інтимних образів, ефектністю вишуканих поз і рухів, динамічною асиметрією композиції, світлим, ошатним, примхливо-мінливим колоритом («Мадонна зі святим Франциском», 1514-1515, «Мадонна зі святим Георгієм», 1530-1532 рр.., — обидві в Картинній галереї, Дрездена; «Заручини святої Катерини», Лувр, Париж). З метою посилення емоційного звучання образів, Корреджо іноді вдається до ефектів контрастного нічного освітлення («Поклоніння пастухів», або «Ніч», близько 1530, Дрезденська картинна галерея).
Твори Корреджо на міфологічні теми («Даная», близько 1526, Галерея Боргезе, Рим; «Викрадення Ганімеда», близько 1530, Музей історії мистецтв, Відень) відзначені витонченим гедонізмом і еротикою, гнучкістю композиційних рішень.

## Галерея

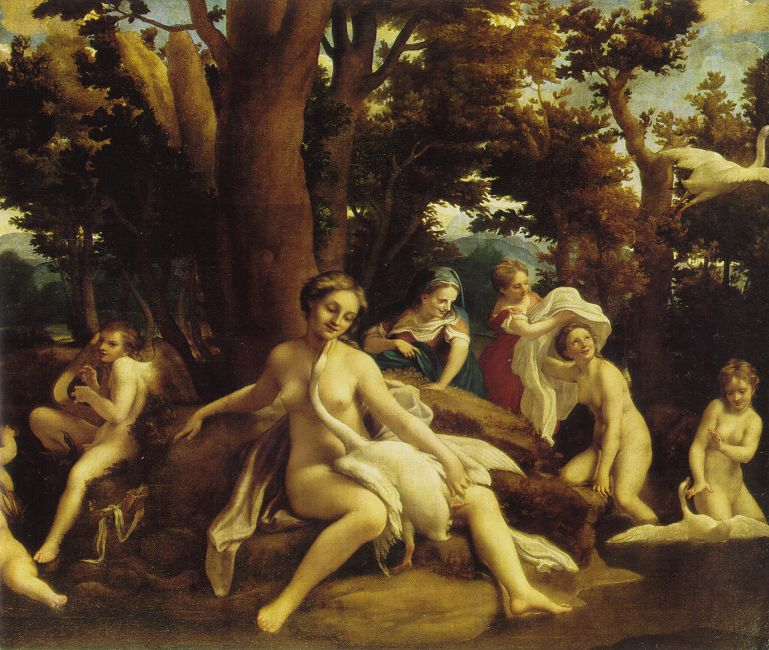
Леда і лебіль, бл. 1532, Берлін
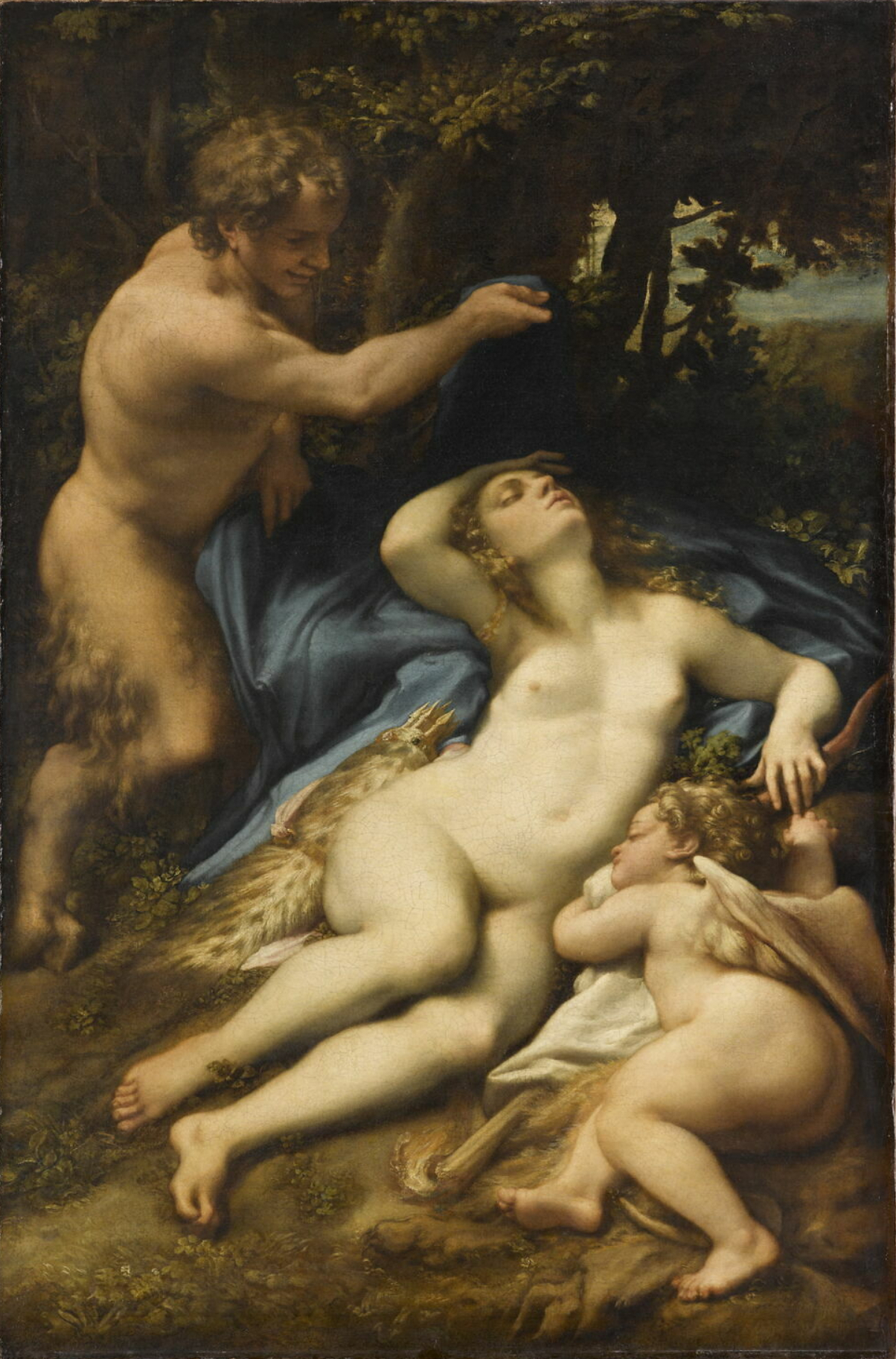
Юпітер і Антіопа, бл. 1528, Париж, Лувр
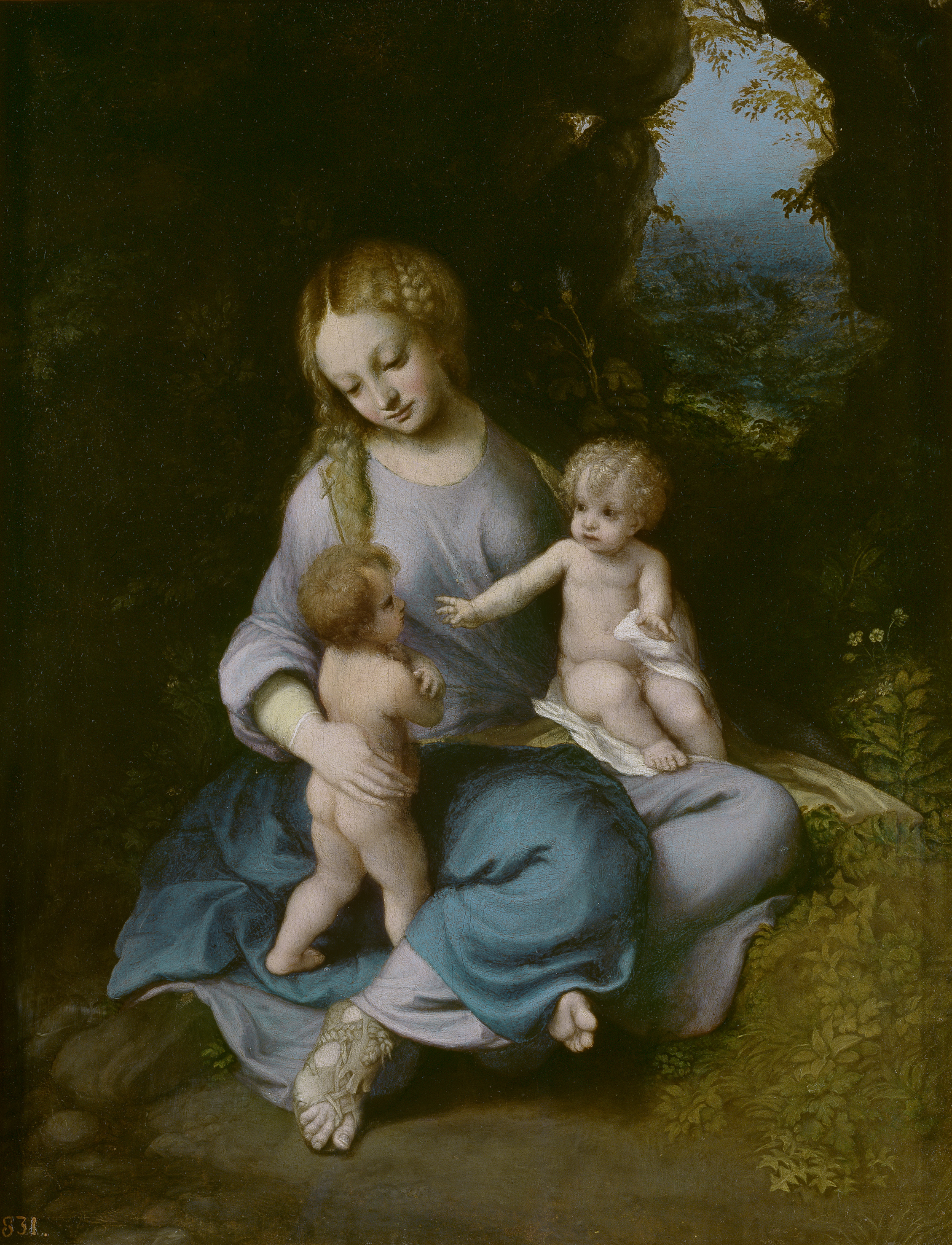
Мадонна з Ісусом та Іоанном Хрестителем, бл. 1516, Мадрид, Прадо

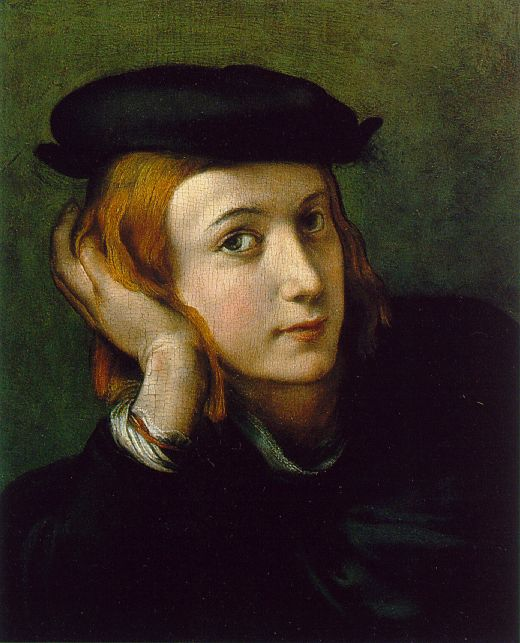
Портрет юнака, бл. 1525, Париж, Лувр
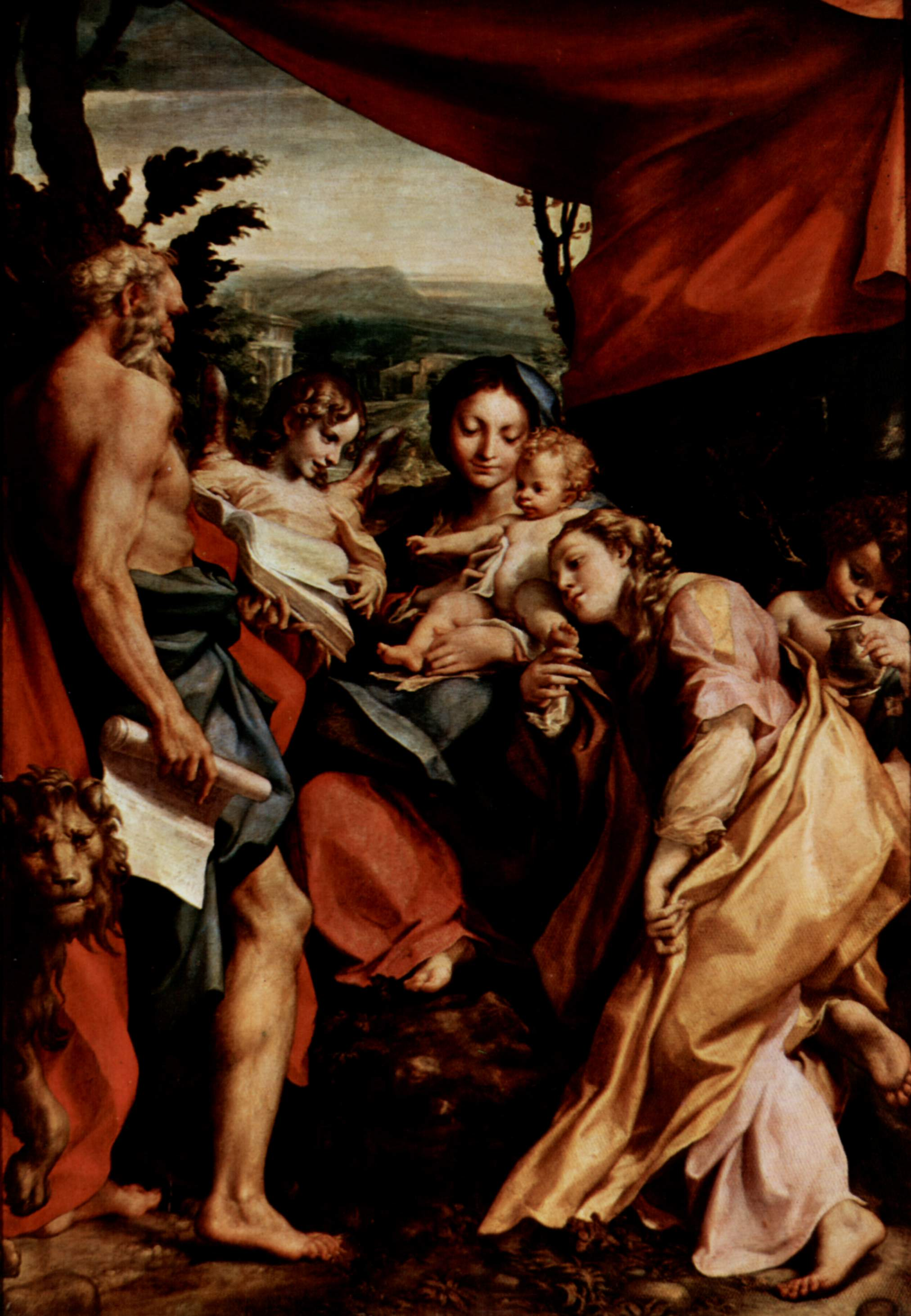
Мадонна та св. Ієронім (день), 1527-28, Парма
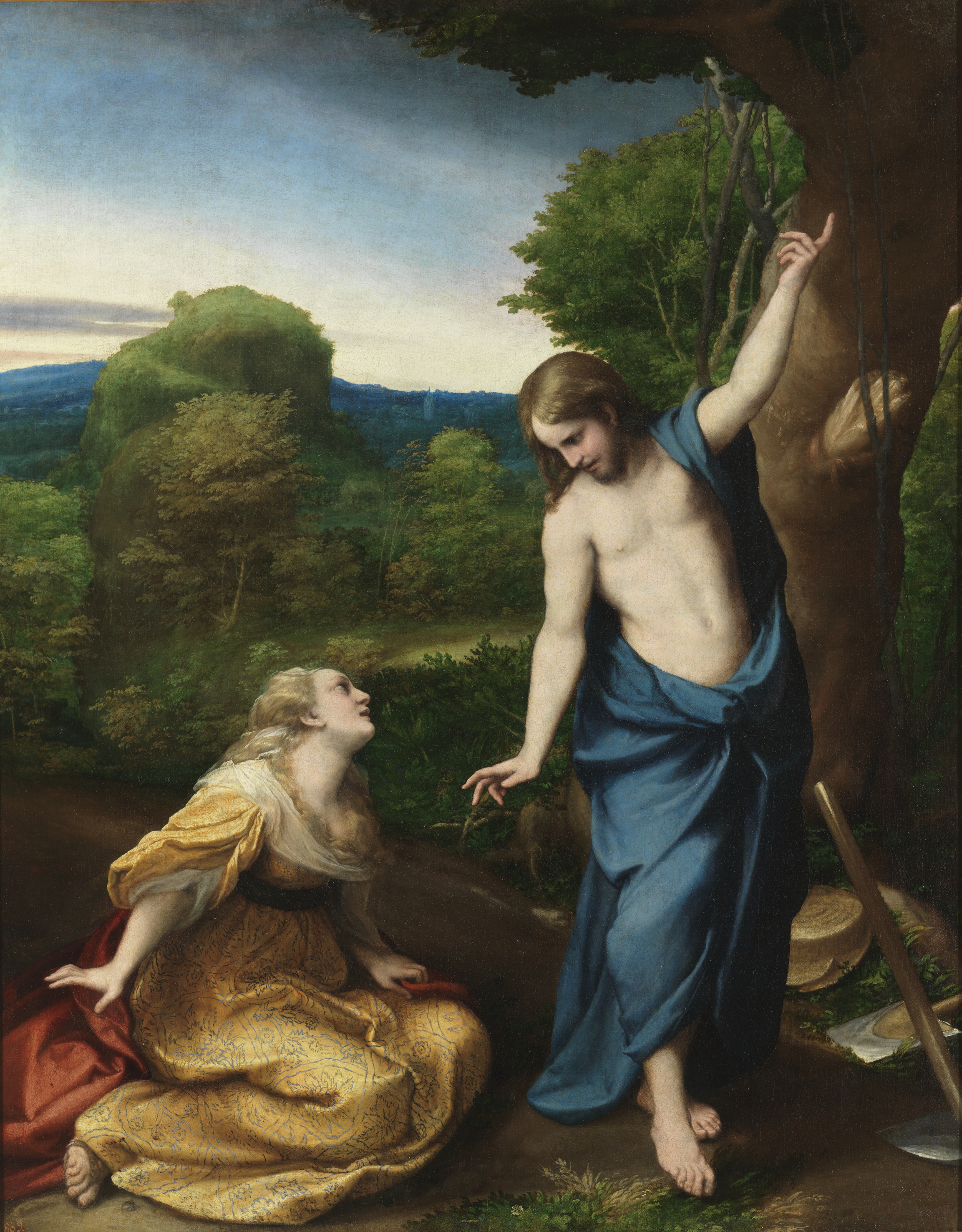
Noli me tangere, бл. 1518, Мадрид, Прадо
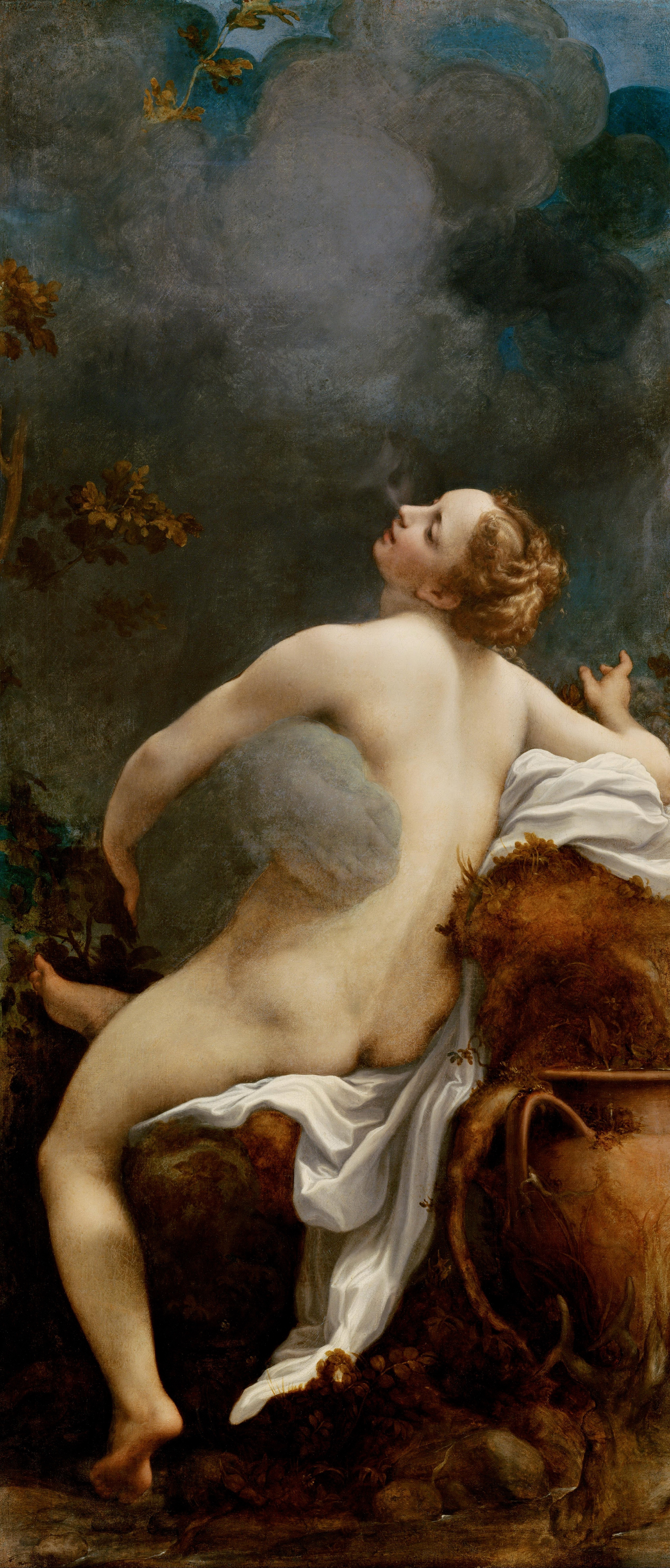
Юпітер та Іо (Корреджо), бл. 1531, Музей історії мистецтв, Відень